# Adolf Ludvig Christiernin
Adolf Ludvig Christiernin, född 28 februari 1765 på Ekolsunds slott, död 13 september 1842 i Åbo, var en svensk militär.
Christiernin blev 1778 furir vid Konungens blå och gula livgarde och deltog som kapten vid Änkedrottningens livregemente i Gustaf III:s ryska krig samt utnämndes 1795 till överstelöjtnant och 1803 till chef för Karelska lätta dragonregementet.
Under Finska kriget 1808–09 utmärkte sig "gamle Christiernin" i synnerhet vid Revolax, då han, trots att han ingick i rytteriet, satte sig i spetsen för en bataljon av Savolax infanteriregemente och drev ut ryssarna från predikantbostället. 1810 fick han avsked som överste i armén. Han dog i Åbo 1842.